# Catocala leechi
Catocala leechi är en fjärilsart som beskrevs av George Francis Hampson 1913. Catocala leechi ingår i släktet Catocala och familjen nattflyn. Inga underarter finns listade i Catalogue of Life.